# Veläng

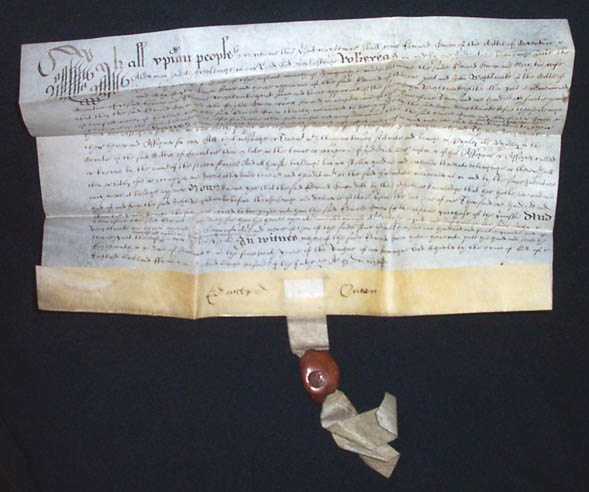
Ett dokument på veläng med signatur daterat till 1638.

Veläng, även kallat vellum eller velin,  är ett fint, tunt  pergament framställt av skinn, oftast från kalvar. Ordet veläng är en försvenskning av franskans vélin, en avledning av fornfranska veel ’kalv’ (franska veau). Veläng användes under medeltiden och renässansen för framställning av böcker. Det tunna fina skinnet som är mycket hållbart lämpade sig även väl för kartor som måste vara slitstarka och för viktiga dokument som krävde varaktighet. Veläng användes också som underlag till porträtt och målningar.

## Pappersvellum
En modern imitation eller "pappersvellum" är en sorts plasticerad bomull. Det är vanligtvis transparent, och pappersvellum i olika storlekar används ofta i tillämpningar där spårning (eng: tracing) krävs, såsom arkitektritningar.  Likt naturligt vellum,[källa behövs] är den syntetiska mer dimensionellt stabil än lin eller pappersblad, som ofta är kritiskt i utvecklingen av storskaliga ritningar och planer såsom ritningar.  Det var också extremt viktigt i reproduceringsteknik för spridning av ritningar, då de likt högkvalitets naturligt vellum, kan produceras i ett tillräckligt tunt ark för att bli transparent för starkt ljus som möjliggör att en källritning kan användas direkt i reproduktionen av ritningar i fält.

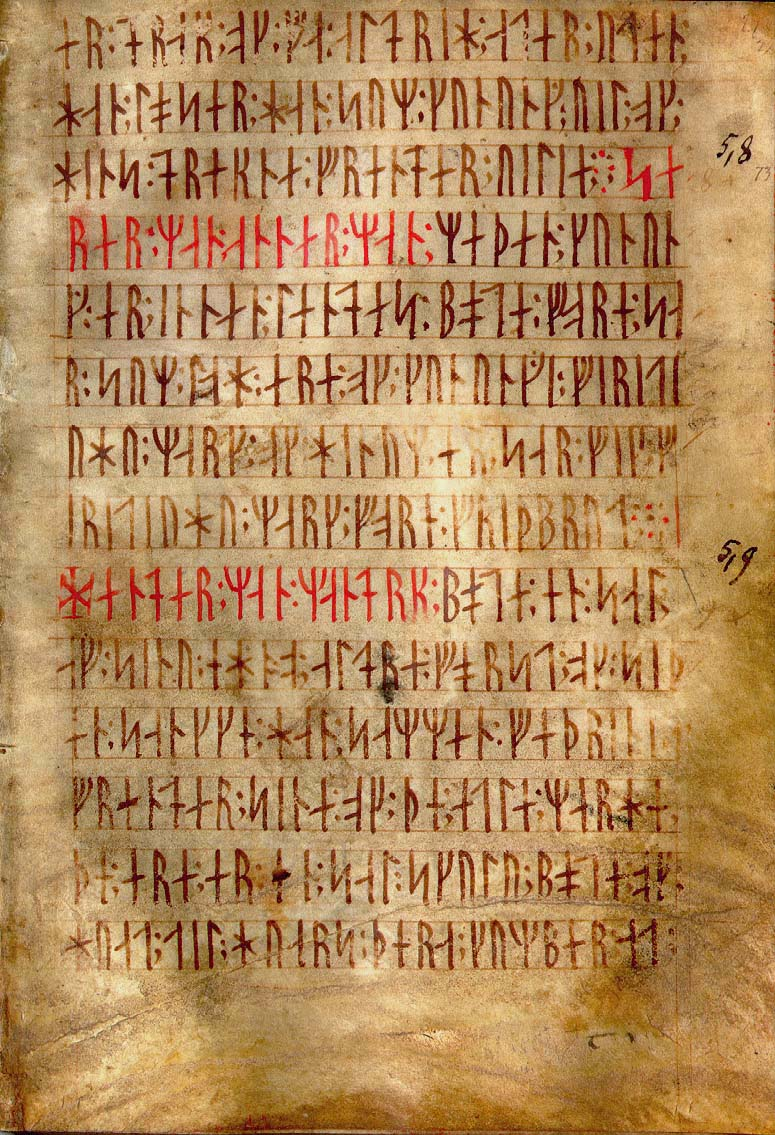
En sida ur Codex Runicus från omkring 1300.
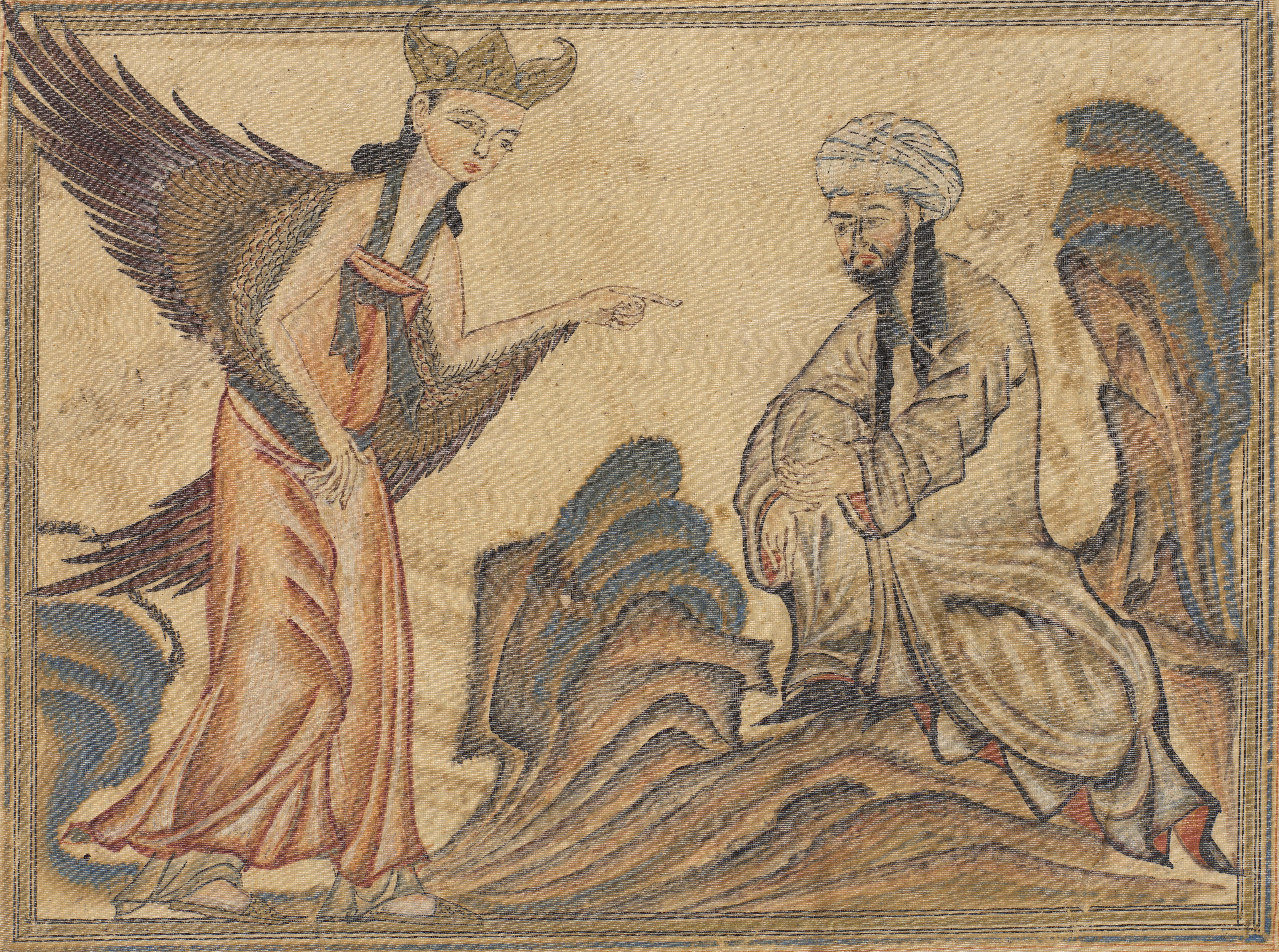
Målning på veläng från Persien 1307; Muhammed möter ängeln Gabriel.
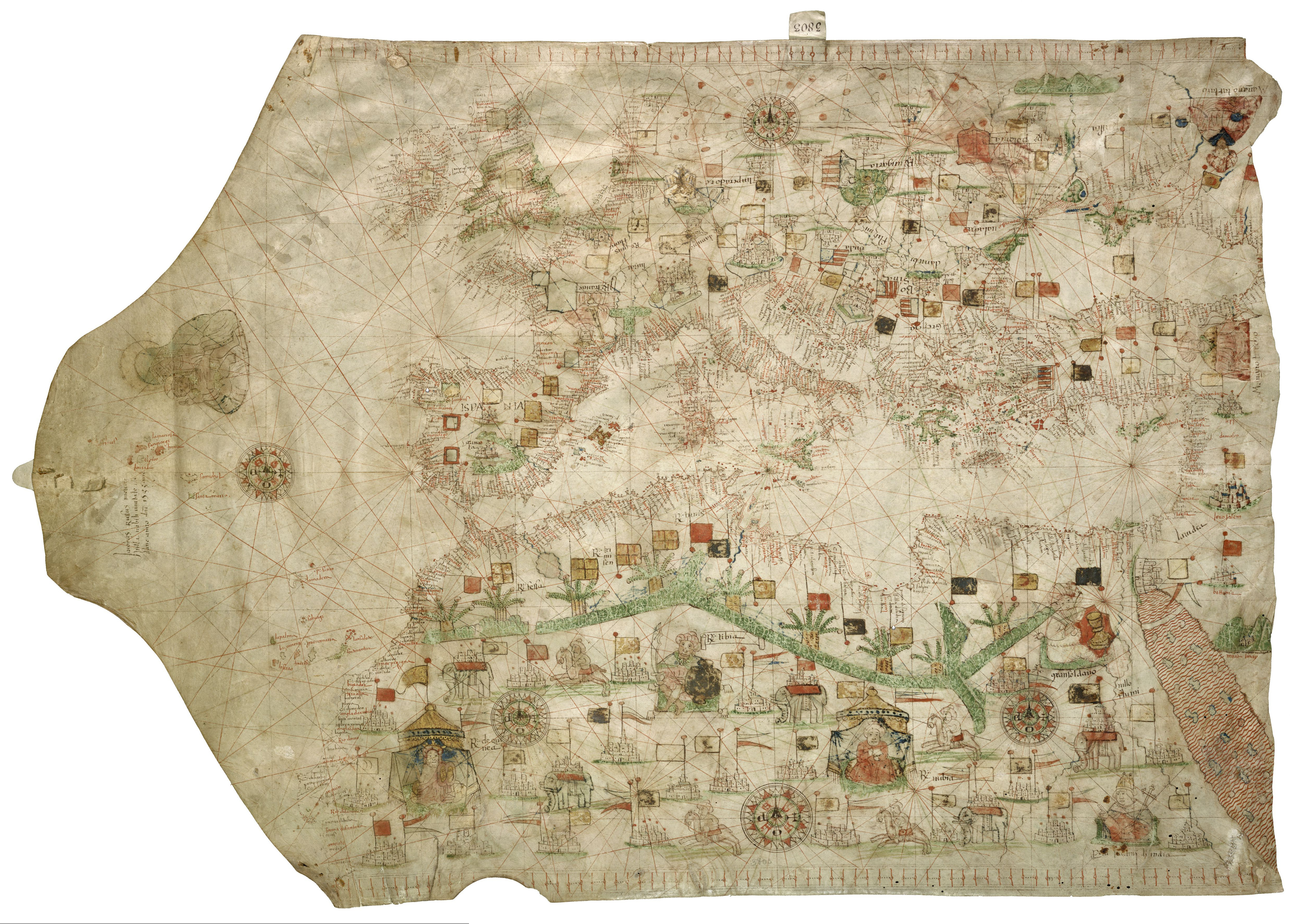
En portolan (sjökort) av Giacomo Russo från Messina, 1533.
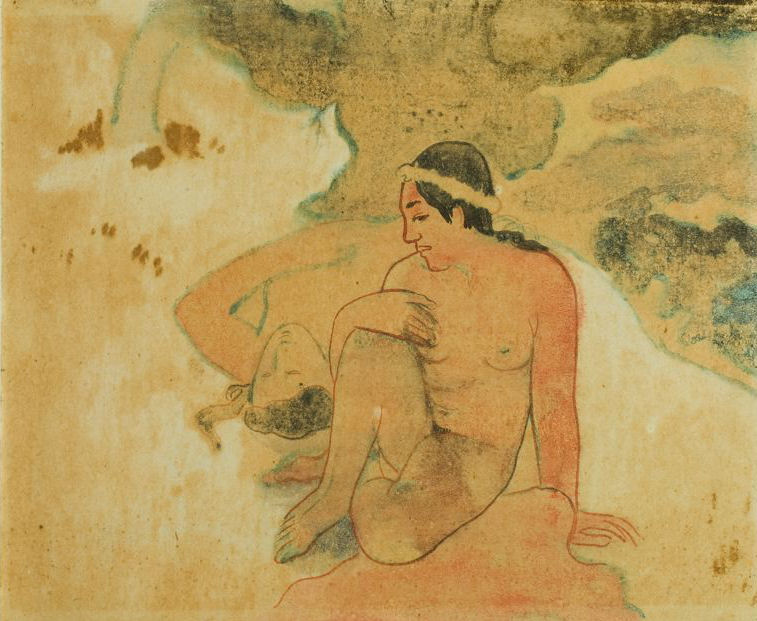
Målning av Gauguin på japansk veläng, 1894.